# Cheiracanthium sphaericum
Cheiracanthium sphaericum là một loài nhện trong họ Miturgidae.
Loài này thuộc chi Cheiracanthium. Cheiracanthium sphaericum được miêu tả năm 1993 bởi Zhang, Zhu & Hu.